# Escuadra combinada

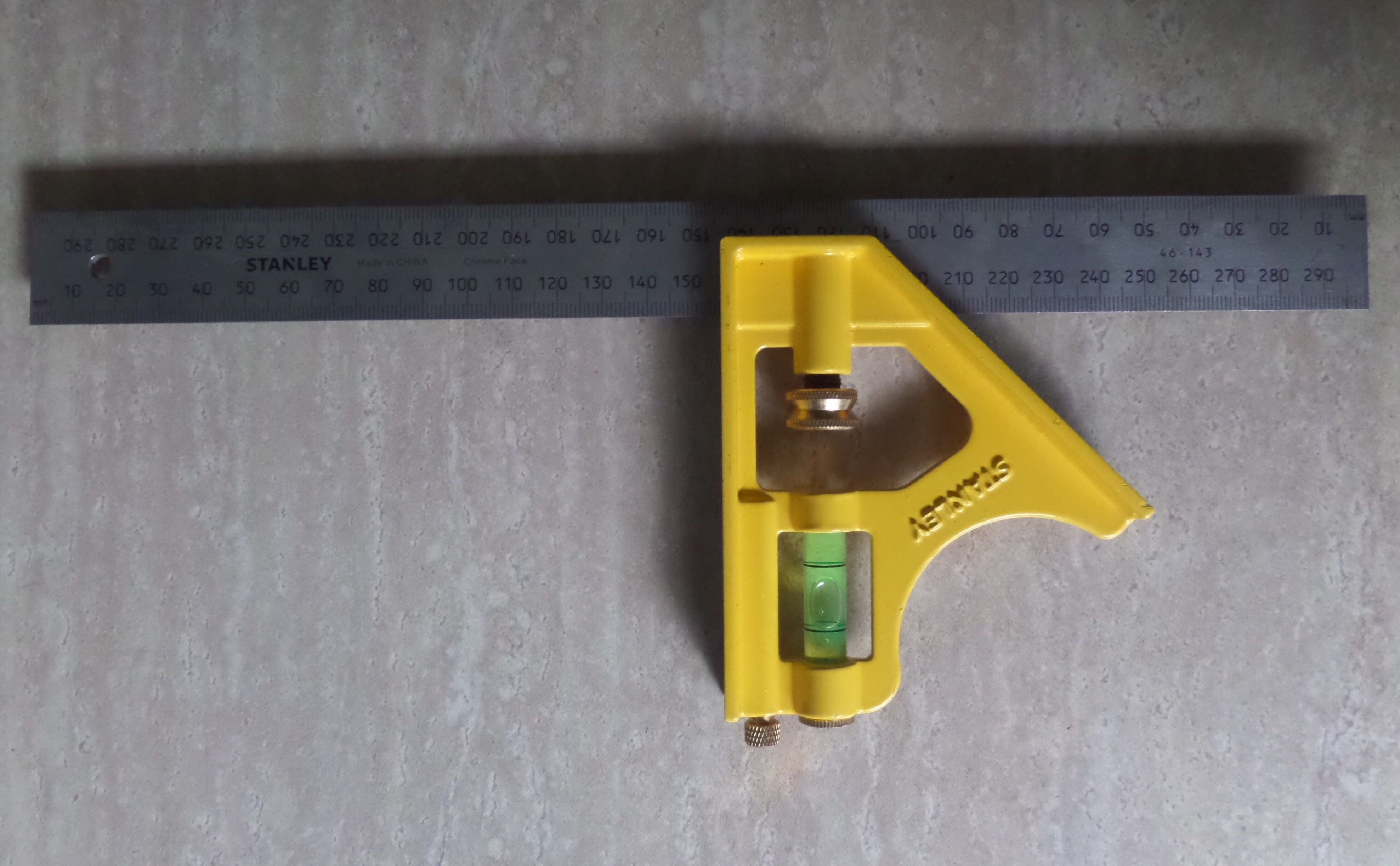
Escuadra combinada

La escuadra combinada o escuadra universal es una herramienta que se usa para múltiples propósitos en carpintería y metalistería. Se compone de por lo menos dos partes: una regla y un cabezal.
- Datos: Q4822016
- Multimedia: Combination squares / Q4822016